# U-109 (1940)
| U-109                                                                                                | U-109 | U-109 |
| --- | --- | --- |
| U 109                                                                                                | | |
| | | |
| Підводний човен U-107, аналогічний U-109, у порту Лор'яна. Листопад 1941                             | | |
| Верф                                                                                                 | Deutsche Schiff- und Maschinenbau, AG Weser, Бремен | Deutsche Schiff- und Maschinenbau, AG Weser, Бремен |
| Під прапором                                                                                         | Третій Рейх | Третій Рейх |
| Належність                                                                                           | Крігсмаріне | Крігсмаріне |
| Порт приписки                                                                                        | Лор'ян | Лор'ян |
| Замовлення                                                                                           | 24 травня 1938 | 24 травня 1938 |
| Закладений                                                                                           | 9 березня 1940 | 9 березня 1940 |
| Спуск на воду                                                                                        | 14 вересня 1940 | 14 вересня 1940 |
| Введений до складу флоту                                                                             | 5 грудня 1940 | 5 грудня 1940 |
| Виведений зі складу флоту                                                                            | 18 серпня 1944 | 18 серпня 1944 |
| На службі                                                                                            | 1940—1943 | 1940—1943 |
| Загибель                                                                                             | 4 травня 1943 року затоплений британським протичовновим літаком B-24 «Ліберейтор»                                                                                       | 4 травня 1943 року затоплений британським протичовновим літаком B-24 «Ліберейтор»                                                                                       |
| Сучасний статус                                                                                      | затоплений | затоплений |
| Бойовий досвід                                                                                       | Друга світова війна Битва за Атлантику | Друга світова війна Битва за Атлантику |
| Проєкт                                                                                               | | |
| Тип ПЧ                                                                                               | великий океанський торпедний ДПЧ | великий океанський торпедний ДПЧ |
| Основні характеристики                                                                               | | |
| Швидкість (надводна)                                                                                 | 18,2 вузла (33,7 км/год) | 18,2 вузла (33,7 км/год) |
| Швидкість (підводна)                                                                                 | 7,3 (13,5 км/год) | 7,3 (13,5 км/год) |
| Робоча глибина занурення                                                                             | 100 м | 100 м |
| Гранична глибина занурення                                                                           | 230 м | 230 м |
| Дальність плавання                                                                                   | 64 милі (119 км) на швидкості 4 вузли (7,4 км/год) (у підводному положенні) 12 000 морських миль (22 000 км на швидкості 10 вузлів (19 км/год) (у надводному положенні) | 64 милі (119 км) на швидкості 4 вузли (7,4 км/год) (у підводному положенні) 12 000 морських миль (22 000 км на швидкості 10 вузлів (19 км/год) (у надводному положенні) |
| Екіпаж                                                                                               | 48 офіцерів та матросів | 48 офіцерів та матросів |
| Розміри                                                                                              | | |
| Довжина найбільша (по КВЛ)                                                                           | 76,50 м | 76,50 м |
| Ширина корпусу найб.                                                                                 | 6,76 м | 6,76 м |
| Висота                                                                                               | 9,6 м | 9,6 м |
| Середня осадка (по КВЛ)                                                                              | 4,7 м | 4,7 м |
| Водотоннажність надводна                                                                             | 1051 т | 1051 т |
| Силова установка                                                                                     | | |
| Дизель-електрична: 2 дизельні двигуни MAN M 9 V 40/46 2 електродвигуни Siemens-Schuckert 2 GU 345/34 | | |
| Гвинти                                                                                               | 2 | 2 |
| Потужність                                                                                           | 2 × 2200 к.с. (дизелі) 2 × 740 к.с. (електродвигуни) | 2 × 2200 к.с. (дизелі) 2 × 740 к.с. (електродвигуни) |
| Озброєння                                                                                            | | |
| Артилерія                                                                                            | 1 × 105-мм палубна гармата SK C/32 | 1 × 105-мм палубна гармата SK C/32 |
| Торпедно- мінне озброєння                                                                            | 4 носових і два кормових ТА. 22 торпеди або 44 міни TMA чи 66 TMB | 4 носових і два кормових ТА. 22 торпеди або 44 міни TMA чи 66 TMB |
| ППО                                                                                                  | 1 × 37-мм зенітна гармата SKC/30 2 (1 × 2) × 20-мм зенітні гармати FlaK 30                                                                                              | 1 × 37-мм зенітна гармата SKC/30 2 (1 × 2) × 20-мм зенітні гармати FlaK 30                                                                                              |

U-109 — німецький великий океанський підводний човен типу IXB, що входив до складу Військово-морських сил Третього Рейху за часів Другої світової війни. Закладений 9 березня 1940 року на верфі Deutsche Schiff- und Maschinenbau, AG Weser у Бремені. Спущений на воду 14 вересня 1940 року, а 5 грудня 1940 року корабель увійшов до складу ВМС нацистської Німеччини.

## Історія служби
U-109 належав до серії німецьких підводних човнів типу IXB, великих океанських човнів, призначених діяти на далеких відстанях. Човнів цього типу випустили 14 одиниць і вони дуже успішно та результативно проявили себе в ході бойових дій в Атлантиці. U-109 розпочав службу в складі 2-ї навчальної, а з 1 травня 1941 року — після завершення підготовки — в бойовому складі цієї флотилії ПЧ Крігсмаріне. Серед командирів U-109 був капітан-лейтенант Генріх Бляйхродт, один з найрезультативніших командирів підводних човнів Третього Рейху.
З травня 1941 року і до останнього походу у травні 1943 року U-109 здійснив 9 бойових походів в Атлантичний океан, в яких провів 425 днів. Підводний човен потопив 12 суден сумарною водотоннажністю 79 969 брутто-реєстрових тонн і одне судно пошкодив (6548 GRT).
4 травня 1943 року U-109 був виявлений за допомогою радара H2S британським протичовновим літаком B-24 «Ліберейтор», який патрулював північно-східніше Азорських островів, і потоплений глибинними бомбами. Всі 52 члени екіпажу загинули.

## Командири
- Корветтен-капітан Ганс-Георг Фішер (5 грудня 1940 — 4 червня 1941)
- Капітан-лейтенант Генріх Бляйхродт (5 червня 1941 — 31 січня 1943)
- Оберлейтенант-цур-зее Йоахім Шрамм (1 березня — 4 травня 1943)

## Перелік уражених U-109 суден у бойових походах
| №                                                              | Дата            | Назва            | Тип                | Належність      | Водотоннажність (брт) | Вантаж                                                                                                 | Конвой        | Результат та координати                                                | Наслідки атаки для екіпажу       | Прим. |
| -------------------------------------------------------------- | --------------- | ---------------- | ------------------ | --------------- | --------------------- | --- | ------------- | ---------------------------------------------------------------------- | -------------------------------- | ----- |
| Перший похід (6.05—29.05.1941, 24 доби; Кіль—Лор'ян)           |                 |                  |                    |                 |                       | |               |                                                                        |                                  |       |
| 1                                                              | 20 травня 1941  | Harpagus         | суховантажне судно | Велика Британія | 5 173                 | 8250 тонн зерна                                                                                        | Конвой HX 126 | потоплено 56°47′ пн. ш. 40°55′ зх. д. / 56.783° пн. ш. 40.917° зх. д.  | 98 (58 загинули та 40 врятовані) |       |
| Четвертий похід (27.12.1941—23.02.1942, 59 діб; Лор'ян—Лор'ян) |                 |                  |                    |                 |                       | |               |                                                                        |                                  |       |
| 2                                                              | 23 січня 1942   | Thirlby          | суховантажне судно | Велика Британія | 4 887                 | 7600 тонн кукурудзи                                                                                    | Конвой SC 66  | потоплено 43°20′ пн. ш. 66°15′ зх. д. / 43.333° пн. ш. 66.250° зх. д.  | 45 (3 загинули та 42 вціліли)    |       |
| 3                                                              | 1 лютого 1942   | Tacoma Star      | суховантажне судно | Велика Британія | 7 924                 | 5107 тонн заморожених продуктів та генеральних вантажів                                                |               | потоплено 38°46′ пн. ш. 64°17′ зх. д. / 38.767° пн. ш. 64.283° зх. д.  | 97 (усі загинули)                |       |
| 4                                                              | 5 лютого 1942   | Montrolite       | танкер             | Канада          | 11 309                | сира нафта                                                                                             |               | потоплений 35°14′ пн. ш. 60°05′ зх. д. / 35.233° пн. ш. 60.083° зх. д. | 48 (28 загинули та 20 вціліло)   |       |
| 5                                                              | 6 лютого 1942   | Halcyon          | суховантажне судно | Панама          | 3 531                 | 1500 тонн баласту                                                                                      |               | потоплений 34°20′ пн. ш. 59°16′ зх. д. / 34.333° пн. ш. 59.267° зх. д. | 30 (3 загинули та 27 вижило)     |       |
| П'ятий похід (25.03—3.06.1942, 71 доба; Лор'ян—Лор'ян)         |                 |                  |                    |                 |                       | |               |                                                                        |                                  |       |
| 6                                                              | 20 квітня 1942  | Harpagon         | суховантажне судно | Велика Британія | 5 719                 | 8017 тонн генеральних вантажів, а також військова техніка та майно, зокрема вибухівка, літаки та танки |               | потоплено 34°35′ пн. ш. 65°50′ зх. д. / 34.583° пн. ш. 65.833° зх. д.  | 49 (41 загинув та 8 врятовані)   |       |
| 7                                                              | 1 травня 1942   | La Paz           | суховантажне судно | Велика Британія | 6 548                 | генеральні вантажі                                                                                     |               | пошкоджено 28°15′ пн. ш. 80°20′ зх. д. / 28.250° пн. ш. 80.333° зх. д. | 57 (загиблих немає, усі вижили)  |       |
| 8                                                              | 3 травня 1942   | Laertes          | суховантажне судно | Нідерланди      | 5 825                 | 5230 тонн військового майна, включаючи 3 літаки, 17 середніх танків і 20 вантажівок                    |               | потоплено 28°15′ пн. ш. 80°20′ зх. д. / 28.250° пн. ш. 80.333° зх. д.  | 66 (18 загинуло та 48 вижили)    |       |
| Шостий похід (18.07—6.10.1942, 81 доба; Лор'ян—Лор'ян)         |                 |                  |                    |                 |                       | |               |                                                                        |                                  |       |
| 9                                                              | 7 серпня 1942   | Arthur W. Sewall | танкер             | Норвегія        | 6 030                 | баласт                                                                                                 |               | потоплений 8°28′ пн. ш. 34°21′ зх. д. / 8.467° пн. ш. 34.350° зх. д.   | 36 (усі вижили)                  |       |
| 10                                                             | 11 серпня 1942  | Vimeira          | танкер             | Велика Британія | 5 728                 | 8100 тонн дизеля та мазуту                                                                             | Конвой E 6    | потоплений 10°03′ пн. ш. 28°55′ зх. д. / 10.050° пн. ш. 28.917° зх. д. | 44 (7 загинуло та 37 вижили)     |       |
| 11                                                             | 3 вересня 1942  | Ocean Might      | суховантажне судно | Велика Британія | 7 173                 | 7000 тонн військового майна                                                                            | Конвой OS 37  | потоплено 00°57′ пн. ш. 4°11′ зх. д. / 0.950° пн. ш. 4.183° зх. д.     | 54 (4 загинуло та 50 вижили)     |       |
| 12                                                             | 6 вересня 1942  | Tuscan Star      | суховантажне судно | Велика Британія | 11 449                | 7840 тонн замороженого м'яса та 5000 тонн генеральних вантажів                                         |               | потоплено 01°34′ пн. ш. 11°39′ зх. д. / 1.567° пн. ш. 11.650° зх. д.   | 114 (51 загиблий та 63 вціліли)  |       |
| 13                                                             | 17 вересня 1942 | Peterton         | суховантажне судно | Велика Британія | 5 221                 | 5758 тонн вугілля                                                                                      | Конвой OG 80  | потоплено 18°45′ пн. ш. 29°15′ зх. д. / 18.750° пн. ш. 29.250° зх. д.  | 43 (9 загиблих та 34 вцілілих)   |       |